# Svenja Fölmli
Svenja Fölmli (Sursee, 19 augustus 2002) is een voetbalspeelster uit Zwitserland. Ze speelt als aanvaller voor SC Freiburg in de Bundesliga.

## Clubcarrière
Fölmli groeide op in Sembach. Ze speelde in het jongensteam van de dorpsclub. In 2017 stapte ze over naar FC Luzern. Op 8 december 2018 maakte ze haar debuut in het eerste elftal van FC Luzern en scoorde twee doelpunten tegen BSC Young Boys. Haar laatste wedstrijd voor FC Luzern was de Zwitserse bekerfinale die ze won en waarin ze beide doelpunten maakte in de 2-0 overwinning.
Begin april 2021 werd bekend dat Fölmli overstapt naar het Duitse SC Freiburg. Op 27 augustus 2021 maakte Fölmli haar debuut in de Bundesliga door in te vallen in het uitduel tegen TSG 1899 Hoffenheim.
Door blessureleed kwam Fölmli in het seizoen 2022/2023 maar weinig aan spelen toe. Op 15 september 2023 maakte ze haar rentree in een thuiswedstrijd tegen FC Bayern München waarin ze belangrijk was door de 2-2 in blessuretijd te maken waardoor haar club een punt overhield aan het duel tegen de regerend landskampioen.
In november 2023 scheurde Fölmli opnieuw haar kruisband tijdens een training van SC Freiburg. Eind januari 2025 maakte ze haar comeback en kwam ze gelijk tot scoren. Twee maanden eerder had ze haar contract in Zuid-Duitsland verlengd tot medio 2027.

## Statistieken
| Seizoen | Club        | Land        | Competitie   | Wedstrijden | Doelpunten |
| ------- | ----------- | ----------- | ------------ | ----------- | ---------- |
| 2018/19 | FC Luzern   | Zwitserland | Super League | 6           | 8          |
| 2019/20 | FC Luzern   | Zwitserland | Super League | 5           | 12         |
| 2020/21 | FC Luzern   | Zwitserland | Super League | 7           | 9          |
| 2021/22 | SC Freiburg | Duitsland   | Bundesliga   | 20          | 4          |
| 2022/23 | SC Freiburg | Duitsland   | Bundesliga   | 6           | 3          |
| 2023/24 | SC Freiburg | Duitsland   | Bundesliga   | 7           | 3          |
| 2024/25 | SC Freiburg | Duitsland   | Bundesliga   | 11          | 3          |
| Totaal  | Totaal      | Totaal      | Totaal       | 63          | 42         |

Laatste update: 29 juni 2025

## Interlandcarrière
Fölmli maakte haar debuut voor het Zwitserse nationale team op 3 september 2019 in een wedstrijd tegen Litouwen.
In 2022 werd Fölmli opgenomen in de selectie voor het EK 2022. Zwitserland werd uitgeschakeld in de groepsfase na een 1-4 nederlaag tegen Nederland. Fölmli mocht invallen in dit beslissende duel. Het was tevens de enige wedstrijd die Fölmli in actie kwam op het eindtoernooi.
Drie jaar later werd Fölmli opnieuw geselecteerd voor het EK 2025 in eigen land.